# 디인터레이스
디인터레이스(Deinterlacing)는 흔히 찾을 수 있는 아날로그 텔레비전 신호와 같은 비월 주사하는 영상을 "비월 주사가 아닌 방식"으로 변환하는 과정이다. 이 과정으로 화질을 개선하는데 도움을 줄 수 있다.

## 디인터레이스 방식
- 필드 합성 디인터레이스 (Field Combination Deinterlacing)
- 필드 확장 디인터레이스 (Field Extension Deinterlacing)
- 모션 보상 (Motion Compensation)

## 같이 보기
- 비월 주사 (인터레이스)